# Alexei Covalciuc
Alexei Covalciuc (* 4. April 1982) ist ein moldawischer Handballschiedsrichter.
Gemeinsam mit seinem Zwillingsbruder Igor bildet Covalciuc ein Schiedsrichtergespann. Zusammen leiteten sie Spiele bei der U-19-Weltmeisterschaft 2015 in Russland, bei der Europameisterschaft der Frauen 2018 in Frankreich, bei der Europameisterschaft der Frauen 2022 in Slowenien, Nordmazedonien und Montenegro sowie bei der Europameisterschaft der Männer 2024 in Deutschland und der Europameisterschaft der Frauen 2024 in Österreich, Ungarn und der Schweiz.. Zudem sind sie regelmäßig in der EHF Champions League im Einsatz.